# Friedrich Weißler
 (avril 2024).
 (février 2024).
Friedrich Weissler (né le 28 avril 1891 à Königshütte, Haute-Silésie, mort le 19 février 1937 au camp de concentration d'Oranienbourg-Sachsenhausen) est un magistrat allemand, résistant au nazisme.

## Biographie
(Georg) Friedrich Weißler est le plus jeune des trois fils de l'avocat et notaire Adolf Weißler et de son épouse Auguste Hayn. S'éloignant du judaïsme familial, son père, cofondateur de l'Association allemande des notaires, le fait baptiser, comme ses frères, en bas âge par un pasteur protestant. En 1893, la famille déménage à Halle (Saale). Friedrich Weißler fait ses études ici. Après l'abitur, il commence à étudier le droit à l'université de Halle. Comme son père et ses frères, il devient membre de l'association des chanteurs Ascania Halle au sein de la Sondershäuser Verband. Il déménage à l'université rhénane Frédéric-Guillaume de Bonn et rejoint de nouveau une section au sein de la Sondershäuser Verband, l'association académique et musicale de Makaria. En 1913, il sert comme volontaire d'un an dans l'armée prussienne. Il devient ensuite stagiaire au tribunal de district d'Eilenburg. En 1914, il reçoit son doctorat à Halle. Au début de la Première Guerre mondiale, Weißler s'engage comme volontaire. Il est déployé pour la dernière fois sur le front de guerre en tant que lieutenant jusqu'en 1918.
Après la fin de la guerre, il reprend son stage juridique à Halle en 1920 et, après l'avoir terminé, obtient un poste dans la justice prussienne. Weißler travaille dans divers tribunaux, dont le tribunal régional supérieur de Naumburg et en tant que président du tribunal des prud'hommes de Halle. Le 29 octobre 1932, il est nommé directeur du tribunal régional de Magdebourg, où il prend ses fonctions le 1er décembre 1932.
Le 30 janvier 1933, les nazis prennent le pouvoir. Quelques jours plus tard, dans une affaire pénale qu'il dirige, Weißler condamne un membre de la SA qui s'était présenté illégalement devant le tribunal en uniforme à une amende de 3 Reichsmarks pour comportement inapproprié. Peu de temps après, Weißler est attaqué dans son bureau par des membres de la SA. Il est battu et frappé à coups de pied, présenté à la foule sur le balcon du tribunal régional et contraint de force à saluer un drapeau à croix gammée. Weißler est ensuite traîné à travers la ville et détenu pendant une courte période dans un camp SA. Peu de temps après, il est suspendu de ses fonctions. Essentiellement en raison de ses origines juives, il est finalement retiré du service judiciaire le 4 août 1933.
Weißler s'installe ensuite à Berlin. Alors que l'Église protestante cède à l'antisémistisme, les Weissler rejoignent l'Église confessante. À partir de novembre 1934, travaille d'abord comme conseiller juridique et depuis le synode confessionnel de Bad Oeynhausen en 1936 comme chef du bureau de l'Église confessante. Il travaille avec Karl Barth et Martin Niemöller et est coauteur d'un mémorandum de l'Église confessante adressé à Adolf Hitler, qui critique l'idéologie raciale nazie et la terreur contre ceux qui pensent différemment. Le document, qui prend également position contre la glorification de l'État, l'antisémitisme, la suppression des églises et des camps de concentration, est remis à la présidence de Berlin le 4 juin 1936. Dépassant la volonté de ses auteurs, le texte atteint le public international grâce à sa publication, entre autres, dans le Basler Nachrichten du 23 juillet 1936. Weißler est soupçonné d'avoir donné l'information à l'étranger.
Weißler est arrêté par la Gestapo le 7 octobre 1936. Le 11 février 1937, Weißler est emmené au camp de concentration de Sachsenhausen et y passe six jours, où il fut insulté, craché et battu. Dans la nuit du 18 au 19 février 1937, Weißler fut frappé, piétiné avec de lourdes bottes et brutalement assassiné. Le corps est suspendu pour simuler un suicide. Il est considéré comme le premier martyr de l'Église confessante.

## Commémoration
La tombe de Weißler se trouve dans le cimetière de Stahnsdorf, près des limites de la ville de Berlin (quartier des Épiphanies, bloc de jardin II, terrain de jardin 17). Le 24 mars 2020, le Sénat de Berlin décide de désigner la tombe de Weißler comme tombe d'honneur.
À la suite d'une décision unanime du conseil municipal de Stahnsdorf, l'OdF-Platz est rebaptisée Friedrich-Weißler-Platz le 5 mars 1992. Une pierre commémorative pour les victimes du fascisme y est érigée depuis 1951.
L'Église protestante en Allemagne rend hommage à Friedrich Weißler en inscrivant une journée commémorative dans le calendrier des noms protestants le 20 février.
En l'honneur de Weißler, une plaque commémorative est inaugurée à Sachsenhausen le 19 février 2005 en présence de la ministre fédérale de la Justice, Brigitte Zypries, et de l'ancien président du Conseil de l'Église protestante en Allemagne, l'évêque Wolfgang Huber. La plaque commémorative est réalisée par Karl Biedermann et offerte par l'Église.
En 2006, une plaque commémorative en l'honneur de Weißler est dévoilée au tribunal régional de Magdebourg. Le 7 avril 2005, la ville de Magdebourg baptise une rue en son honneur. Le 19 novembre 2008, le bâtiment du tribunal régional de Magdebourg porte le nom de Friedrich Weißler.